# پگی سو ازدواج کرد
پگی سو ازدواج کرد (به انگلیسی: Peggy Sue Got Married) نام فیلم کمدی-درامی است که در سال ۱۹۸۶ به کارگردانی فرانسیس فورد کوپولا ساخته شد.
کاتلین ترنر موفق شد برای بازی در این فیلم برای دریافتِ جایزه اسکار بهترین بازیگر نقش اول زن نامزد شود.